# Yasin
Yasin (Urdu / Burushaski / Khowar: یاسین) of de Yasinvallei is een bergvallei in het Hindu Raj-gebergte in het noorden van Pakistan. Het gebied wordt bestuurd als een tehsil (subdistrict), dat onderdeel is van het Ghizer District in de regio Gilgit-Baltistan. 

## Geografie
De Yasinvallei loopt van noord naar zuid en is ongeveer 70 km lang, inclusief een aantal zijdalen. In het noorden en westen wordt de vallei omgeven door de vergletsjerde bergketens van de Hindu Raj. De hoogste top is de Koyo Zom (6871 m). De alleen te voet begaanbare Darkotpas en Thoipas verbinden Yasin met Yarkhun aan de andere kant van de Hindu Raj. Yarkhun is het bovenste deel van de Chitralvallei en is op zijn beurt via de Brogholpas met de Wachan-corridor in Afghanistan verbonden.
In het oosten is Yasin slechts door voetpaden met de Ishkomanvallei verbonden. In het zuiden ten slotte, komt de vallei bij de plaats Gupis samen met de Ghizervallei. De rivier in de Yasinvallei wordt ook Yasin genoemd, samen met de rivier de Ghizer vormt deze de Gilgit, die op zijn beurt in de Indus uitmondt.

## Bevolking
De inwoners van Yasin zijn overwegend isma'ilieten, een vrijzinnige groep moslims die de Aga Khan accepteren als imam (geestelijk leider). Een minderheid is sjiiet of soenniet.
Yasin is een enclave van sprekers van het Burushaski, een taal waarvan de verwantschap onduidelijk is. De enige andere plek waar Burushaski gesproken wordt is in Hunza en Nagar verder naar het oosten. Een minderheid van ongeveer een kwart van de bevolking heeft het Khowar als moedertaal. Dit is een Dardische taal die ook in de Chitralvallei verder naar het westen gesproken wordt. 

## Geschiedenis
Yasin was aan het begin van de 19e eeuw nog een zelfstandig vorstenstaatje, dat werd geregeerd door een familie die verwant was aan de mehtars van Chitral. De laatste vorst was Gohar Aman, die een groot gebied regeerde dat in het oosten tot Astore liep. Gohar Aman was een wrede despoot die zijn schatkist aanvulde door een groot dele van de bevolking van Gilgit als slaven te verkopen. Tussen 1841 en 1857 voerde hij oorlog met de Dogra-maharadja van Jammu, Ghulab Singh. Na de dood van Gohar Aman in 1857 veroverden de Dogra's zijn grondgebied. In 1863 werd de Yasinvallei zelf door de Dogra's ingenomen, waarna 1.200 inwoners werden geëxecuteerd.
Ghulab Singh was in 1846 een vazal van de Britten geworden. In de daaropvolgende decennia vergrootten de Britten hun invloed op het grensgebied in het noorden van Jammu en Kasjmir door het instellen van de Gilgit Agency, waar ook Yasin onder ging vallen. Bij de deling van India in 1947 kwam de Gilgit Agency in opstand tegen de laatste Dogra-maharadja van Jammu en Kasjmir. Het gebied sloot zich aan bij Pakistan.